# 8eight
8eight(에이트)는 대한민국의 혼성 음악 그룹이다.

하지만, 빅히트 엔터테인먼트와 계약이 종료되었다.  

## 활동
2007년 MBC의 《쇼바이벌》이라는 프로그램에서 첫 번째 시즌에서 우승하였고, 같은 해 8월 23일 MBC 《쇼! 음악 중심》에서 데뷔무대를 가졌으며 8월 25일 정규 앨범 《The First》를 발매하였다.
8eight라는 팀명은 무한대 기호 '∞'를 세우면 '8'이 된다는 것에서 착안한 것으로, 무한한 가능성과 열정으로 다양하고 진보적인 음악을 선보이겠다는 멤버들의 의지가 담겨 있다.

## 발매 음반

### 정규 음반
| 번호 | 앨범 정보                                    | 트랙 리스트 |
| ---- | -------------------------------------------- | --- |
| 1집  | 《The First》 - 발매일: 2007년 8월 25일      | 1. 사랑을 잃고 난 노래하네 2. 사랑 할 수 있을까 3. 미치다 4. 우린 사랑해선 안됩니다 5. 나에게 하루밖에 없다면 (Feat. V.O.S) 6. 돌아와줘 7. 추억이 들린다 8. 들어요 (Feat. 임정희, K.Will) 9. 사이 (Feat. Wonder Girls & 피독) 10. 세상 가득 사랑을 |
| 2집  | 《Infinity》 - 발매일: 2008년 3월 8일        | 1. Let Me Go (Feat. 조PD) 2. I Love You (Feat. 제시카) 3. Sometin` Sometin` 4. One Love 5. 물어 봅니다 6. In The Morning 7. 왔어 그녀 8. Me, 주희 (Feat. 피독) 9. 또 한걸음 10. 옷깃을 잡고서 (Feat. 빅마마 박민혜)                                |
| 3집  | 《The Golden Age》 - 발매일: 2009년 3월 10일 | 1. 내 삶의빛 (Intro) 2. 불쌍한 해바라기 3. 참지마 4. 심장이 없어 5. 이제 슬픈건 충분해 6. Numbers 7. Can't Stop 8. 사랑한다면서 9. 마중 10. 자유                                                                                                   |

### 미니 음반
| 번호 | 앨범 정보                                | 트랙 리스트 |
| ---- | ---------------------------------------- | --- |
| 1집  | 《The Bridge》 - 발매일: 2010년 5월 11일 | 1. 사랑이 간다 (Intro) 2. 이별이 온다 3. 얼굴이 바껴도 4. STAR (Feat. 창민, 진운 of 2AM) 5. 유효기간 6. The Bridge (Outro) |
| 2집  | 《8eight》 - 발매일: 2011년 6월 21일     | 1. 그 입술을 막아본다 2. 그대는 정말 대단해요 3. 노래도 슬픔은 못고치네 4. U Make Me Feel Brand New 5. Dilemma             |

### 디지털 싱글
| 번호 | 앨범 정보                                                 | 트랙 리스트 |
| ---- | --------------------------------------------------------- | --- |
| 1집  | 《Music is my life Part.2》 - 발매일: 2007년 11월 14일    | 1. 추억이 들린다(Yepp Song) |
| 2집  | 《I Love You》 - 발매일: 2008년 6월 20일                  | 1. I Love You (Feat. 소녀시대 제시카) 2. I Love You (Original Ver.) 3. I Love You (Inst.) 4. 사랑을 잃고 난 노래하네 (Rock Ver.) |
| 3집  | 《잘가요 내사랑》 - 발매일: 2009년 6월 11일               | 1. 잘가요 내사랑 2. 울고 싶어 우는 사람이 있겠어 (Feat. 다이나믹 듀오)                                                           |
| 4집  | 《울고 싶어 우는 사람이 있겠어》 - 발매일: 2009년 8월 4일 | 1. 울고 싶어 우는 사람이 있겠어 (Cry Mix) 2. 잘가요 내사랑 (Piano Remix)                                                         |
| 5집  | 《유효기간》 - 발매일: 2010년 3월 8일                     | 1. 유효기간 |
| 6집  | 《미치지말자》 - 발매일: 2014년 9월 19일                  | 1. 미치지말자 |
| 7집  | 《또 사랑에 속다》 - 발매일: 2020년 2월 8일               | 1. 또 사랑에 속다 |

### 참여 음반
- 2007년 12월 28일 《Somewhere Over The Rainbow Vol.6》
  - 3. 엉뚱한 상상
- 2008년 11월 11일 《달라송》
  - 2. 달라송 (Original Ver.)
- 2010년 10월 28일 《2010 MAMA 테마송》
  - 1. MUSIC
- 2011년 10월 6일 《Re:Feel Theme 설레임 + 사랑》
  - 2. 썸데이...그리고

OST
- 《달콤한 나의 도시 OST》 (2008년 6월 5일)
  - <달콤한 나의 도시>
- 《천일의 약속 OST》 (2011년 11월 29일)
  - <한사람>
- 《도롱뇽도사와 그림자 조작단 OST Part.1》 (2012년 1월 27일)

## 콘서트
- 2009년 4월 25일 <에이트 미니 콘서트> - 위치 <청담동 CLUB ANSWER>
- 2009년 10월 9일부터 2009년 10월 11일까지 <에이트 콘서트-상상서곡 가을을 거닐다> - 위치 <KT&G 상상아트홀>
- 2009년 12월 13일 <에이트 콘서트-CGV&신한카드 윈터가든> - 위치 <영등포 타임스퀘어 CGV ART HALL>
- 2009년 12월 31일 <에이트 콘서트-Maximum level> - 위치 <대구 시민회관>
- 2010년 11월 6일~11월 7일 <에이트 투어 콘서트-Octave in Seoul> - 위치 <마포아트홀 맥>
- 2010년 11월 13일 <에이트 투어 콘서트-Octave in Busan> - 위치 <부산 MBC 롯데 아트홀>

## 기타 활동
- 2007년 프리송 캠페인
- 2007년 삼성전자 MP3 Player YEPP 모델
- 2008년 현대자동차 i-30 광고 음악 프로젝트 참여
- 2009년 맨즈헬스 July 2009 표지모델 및 화보 (이현 + 주희)
- 2009년 나라사랑 태극사랑 무궁화 패션쇼 메인모델 (designer 박종철 / 이현 + 백찬)
- 2010년 2010 Mnet Asia Music Awards Theme Song <Music> with 2PM준수, 부활, 브라운아이드걸스(제아,나르샤), 슈프림팀

## 수상
- 2007년 8월 11일 MBC 쇼바이벌 S-1 그랑프리 우승
- 2007년 싸이월드 디지털 뮤직 어워드 '9월의 Rookie Of The Month'
- 2009년 제1회 멜론 뮤직 어워드 'TOP 10'
- 2009년 맨즈헬스 'COOL GUY 최고가수상'
- 2009년 Mnet 아시안 뮤직 어워드 '혼성그룹상'
- 2009년 싸이월드 디지털 뮤직 어워드 '팅즈 초이스 아티스트상'
- 2010년 싸이월드 디지털 뮤직 어워드 2009 '2009 BEST 10'

## 개인 프로필 및 활동

### 이현(LEE Hyun)
- 이름 : 이현
- 1st Solo Mini Album <30분 전>
- 2nd Solo Mini Album <내꺼중에 최고>
- 1st Album <The Healing Echo>
- Digital Single '악담'
- Digital Single '다며' (feat. 마이티마우스)
- Digital Single '촌스러워서'
- KBS2 월화드라마 천하무적 이평강 OST Part.1 '숨이 막혀'
- KBS2 주말드라마 '결혼해주세요' OST '널 불러본다'
- SBS 수목드라마 '대물' OST Part.4 '왜 나를 울려요'
- SBS 월화드라마 '패션왕' OST Part.2 '최고의 사랑'
- SBS 주말드라마 '신사의 품격' OST Part.3 '신사의 품격'
- SBS 주말드라마 '다섯 손가락' OST Part.2 '들리지 않는 말' with 2AM창민
- SBS 월화드라마 '드라마의 제왕' OST Part.1 '가슴에 새겨져'
- SBS 주말드라마 '끝없는 사랑' OST Part.3 '사랑은 이별을 품고 온다' with 2AM창민
- SBS 주말드라마 '미녀의 탄생' OST Part.6 '아파도 괜찮아'
- KBS1 '희망로드 대장정' <Road For Hope> 'Heal' with 배우 한고은
- 2010 방시혁 프로젝트 <Homme by hitman bang> 디지털 싱글 '밥만 잘먹더라' with 2AM 창민
- 2011 방시혁 프로젝트 <Homme by hitman bang> 5000장 한정반 '남자니까 웃는거야' with 2AM 창민
- Homme(옴므) 미니앨범 <Pour les femmes>
- Feeling Project #3 '널 잃고 보니' with 간미연
- <Soul Project> 2nd '타버려' with 정우
- Trend E <이수근의 게릴라키친> 공동MC
- KBS 불후의 명곡 출연
- 작사 및 작곡 : 태군 '1,2Step', 8eight 앨범 수록곡 다수.
- 피쳐링 : 스퀘어, One sun, 언터쳐블, 리오케이코아, 전은진.

### 주희(LEE Joohee)
1984년 3월 17일 / 서울
- 이름 : 이주희
- 디지털 싱글 <이제 그만 안녕이야>
- 디지털 싱글 <수고한 날들에게, 건배>
- 1st Solo EP Album <Psychotherapy>
- OCN 금요드라마 '야차' OST Part.3 '바람에 실어'
- tvN 수목드라마 '인현왕후의 남자' Part.3 '같은 하늘 다른 시간에'
- 웹드라마 '아직 헤어지지 않았기 때문에' OST Part.1 '소나기'
- tvN 월화드라마 '마녀의 연애' OST Part.4 '안녕'
- tvN 월화드라마 '라이어게임' OST Part.3 '우리는 어디로'
- 웹드라마 '최고의 미래' OST '최고의 미래' with 홍경민, 헥스(HEX), st.하루, 지윤
- 후쿠야마 마사하루 'The Best Bang!! Korea Edition' Part.7 '연인'
- 빅히트 시즌송 디지털음원 'Perfect Christmas' with 2AM조권, 임정희, 방탄소년단RM&정국
- 월간 잡지 MAXIM 2008년 8월호 화보 촬영 및 표지모델
- tvN 오페라스타 2012, 불후의 명곡 출연
- 작사 및 작곡 : 8eight 앨범 수록곡 다수.
- 피쳐링 : 디기리, 스퀘어, 제이스, 바나나걸, 전진, 다이나믹듀오, H-유진, one sun, 2AM, Vibe, 이루, Eden Beatz, 지조, 주석, 이세준

### 백찬(BAEKCHAN)
- 이름 : 백찬
- 정규 1집 [BAEKCHAN01]
- 1st Solo Mini Album <The Analogueman In This Digital World>
- SBS 월화드라마 '아테나' OST Part.8 '주문'
- M.net 2009 슈퍼스타K 프로듀서 참여
- 경인방송 백찬의 옥탑방 통신DJ
- 작사 및 작곡 : 8eight 앨범 및 본인 앨범 수록곡 다수, 홍대광 '잘됐으면 좋겠다', '너랑', '달려가 안아줄거야', 다비치 '또 운다 또', '떠나지마', 이승기 '사랑이 술을 가르쳐' , 서인국 '부른다', 2AM 'I LOVE YOU', 박정현 'Winter Kiss', 와블 '연애하고 싶다', 임정희 '꽃향기', 윤하 '아픈 슬픔', 레드벨벳 웬디 'What If Love', BEAST '내여자친구를 부탁해', 시크릿 '잘해 더', Ran ' 세상이 내게 준 아름다운 선물' , 간미연&이현 '널 잃고 보니', 정준영 '병이에요', 'Be stupid', 노지훈 '니가 나였더라면' 외 다수
- 피쳐링 : 채정안, 박정현, 2AM, 이승기, 다비치, 시크릿, Ran, 미오.